# Macrozamia cardiacensis
Macrozamia cardiacensis es una especie de Cycadopsida del género Macrozamia, de la familia Zamiaceae, del orden Cycadales.

## Distribución
Macrozamia cardiacensis se distribuye por Australia (Queensland).

## Taxonomía
Fue descrita científicamente por los botánico australianos Paul Irwin Forster y David Lloyd Jones. Fue publicado por primera vez en Flora of Australia 48: 717 en 1998.